# ノースウェスト・ダービー
日本ではノースウェスト・ダービーとしても知られている、マンチェスター・ユナイテッドFCとリヴァプールFCの試合は、イングランドの強豪同士による、世界的に注目を集めるビッグマッチの一つである。イングランド・ダービー（England derby）、イングリッシュ・ダービー（English derby）と呼ばれることもあり、イングランドのナショナルダービーであるとされる。

## 概要
両クラブはイングランドで最も成功を収めてきたクラブの一つであり、これまでマンチェスター・ユナイテッドは66個の、リヴァプールは67個の主要なタイトルを獲得している。この対戦はメディアの関心も高く、イングランドで最も注目を集める試合の一つである。ユナイテッドで長らくプレーしてきたライアン・ギグスはこの対戦を「イングランドで最も名高い対戦かもしれない」と主張した。両クラブのサポーターが酔って暴れるのを防ぐために、しばしば（夜ではなく）正午にキックオフされる。

## 背景

### 都市間のライバル意識

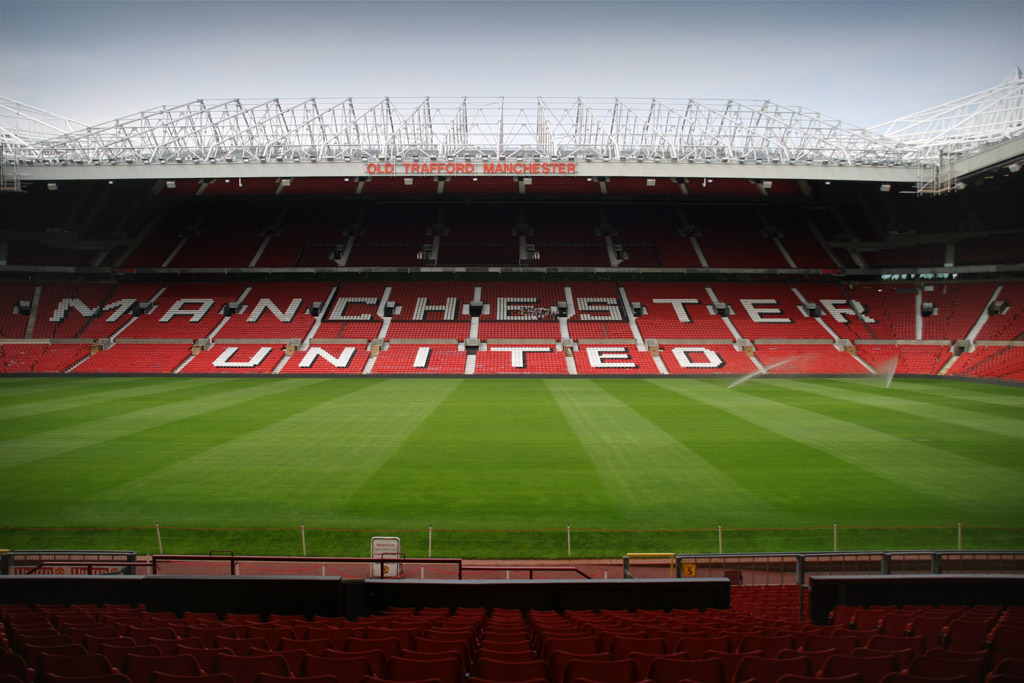
マンチェスター・ユナイテッドの本拠地オールド・トラッフォード

両クラブのライバル意識は産業革命期に既に存在していたと考えることもできる。当時、マンチェスターは優れた技術を用いた工業都市として有名であり、一方でリヴァプールは重要度の高い港湾都市として有名であった。「マンチェスターが作り、リヴァプールが売る」という言葉が流行ったように、両都市は互いに共存関係にあり、イングランド北西部の盟主の座を互いに競い合っていた。
しかし、1894年に無謀とも言われた世界最長の人造運河、マンチェスター運河（Manchester Ship Canal）が開削され、大型船がリヴァプールの街を飛び越えて直接マンチェスターに積み荷を届けることが可能になった。運河の完成は貿易におけるリヴァプールの地位低下を意味し、結果的に港湾地区での仕事が減ったため、リヴァプールの人々の間でマンチェスターの人々への敵意が芽生えていくようになった。歴史家は一般的に、両都市にライバル意識が生じたターニングポイントを運河の完成であるとみなしている。
ユナイテッドのエンブレムには運河を航行する船が描かれており、マンチェスターの貿易のルーツを映している。この船はマンチェスター市議会やマンチェスター・シティなどマンチェスターの多くの組織のエンブレムにも含まれている。1970年代から1980年代にかけて繊維製品の需要低下が直撃すると、イギリス国内全体の工業の衰退にともなって両都市は衰退したが、その後両都市は再び発展して成功を手にし、今やマンチェスターは世界都市であると認識されている。近年では、マンチェスターは2002年にコモンウェルスゲームズを開催し、リヴァプールは2008年に欧州文化首都に選ばれた。

### クラブ同士のライバル意識

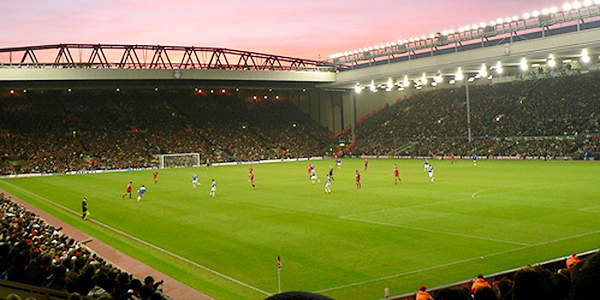
リヴァプールの本拠地アンフィールド

ユナイテッドとリヴァプールはそれぞれ50以上の主要なタイトルを獲得し、自らがイングランドサッカー界最高のクラブであるとアピールしている。ピッチ上での熱気ある試合同様に、両クラブは収入やサポーター数の観点からも世界最高のクラブの一つであるとされている。
リヴァプールは1970年代と1980年代のイングランドサッカー界を支配し、この期間中に11度のリーグ優勝と4度のUEFAチャンピオンズリーグ優勝を果たした。1983-84シーズンにはリーグ、フットボールリーグカップ、UEFAチャンピオンズリーグの3冠（トレブル）を達成した。しかし、1990年代と2000年代はユナイテッドがイングランドサッカー界を支配し、期間中に12度のリーグ優勝を果たした。ユナイテッドは1998-99シーズンにリーグ、FAカップ、UEFAチャンピオンズリーグの3冠を達成し、2007-08シーズンにリーグとUEFAチャンピオンズリーグの2冠を達成した。両クラブは国内でも国外でも成功を収めており、UEFAチャンピオンズリーグではリヴァプールが6度、ユナイテッドが3度の優勝を果たしている。
2009-10シーズンにはユナイテッドが国内主要3タイトル（リーグ、FAカップ、フットボールリーグカップ）で通算33個目のタイトルを獲得し、リヴァプールのタイトル数を初めて上回った。2010-11シーズンにはユナイテッドがリーグ戦で19度目の優勝を飾り、並んでいた優勝回数でリヴァプールを上回った。リヴァプールは1991-92シーズン以来リーグ優勝から遠のいていたが2019-20シーズンに7試合を残し30年ぶり、プレミアリーグ創設以降は初となるリーグ優勝を達成した。なお31節での優勝は史上最速記録であった。
2022-23シーズン開始時点での両者の獲得タイトル
| タイトル                                     | ユナイテッド | リヴァプール | 合計 |
| -------------------------------------------- | ------------ | ------------ | ---- |
| フットボールリーグ／プレミアリーグ           | 20           | 19           | 39   |
| FAカップ                                     | 12           | 8            | 20   |
| EFLカップ                                    | 5            | 9            | 14   |
| FAコミュニティ・シールド                     | 21           | 16           | 37   |
| スーパーカップ                               | 0            | 1            | 1    |
| ヨーロピアンカップ／UEFAチャンピオンズリーグ | 3            | 6            | 9    |
| UEFAカップ／UEFAヨーロッパリーグ             | 1            | 3            | 4    |
| UEFAカップウィナーズカップ                   | 1            | 0            | 1    |
| UEFAスーパーカップ                           | 1            | 4            | 5    |
| インターコンチネンタルカップ                 | 1            | 0            | 1    |
| FIFAクラブワールドカップ                     | 1            | 1            | 2    |
| 通算                                         | 66           | 67           | 133  |

1993年以前のFAコミュニティ・シールドは同点の場合、大会規定により両クラブ優勝となった。ユナイテッドは17度単独で優勝し、4度優勝を分かち合っており、リヴァプールは11度単独で優勝し、5度優勝を分かち合っている。

さらに、対戦相手へのライバル意識は選手自身にも及ぶ。ユナイテッドのウェイン・ルーニーはリヴァプールのローカルライバルエヴァートンの下部組織出身であり、リヴァプール市出身であるがリヴァプールを嫌って育った。またリヴァプールのスティーヴン・ジェラードは、彼の家まで映画の撮影に来た監督をつかまえ、試合後に相手選手と交換して得たユニフォームのコレクションを見せびらかしたことがあるが、彼の家にユナイテッドの選手のユニフォームは1枚もない。ユナイテッドでプレーしたガリー・ネヴィルは過去にリヴァプールへの嫌悪を公然と述べ、2007年の対戦でジョン・オシェイがロスタイムに決勝点を挙げた際には、オシェイの偉業を彼にとっての「生涯の夢」だと表現した。ネヴィルは2006年にリヴァプールサポーターの前でゴールを祝い、ユニフォームのエンブレムにキスし吠えて喜びを露わにしたことで、リヴァプールサポーターから強い非難を浴びた。

## 文化

### フーリガン

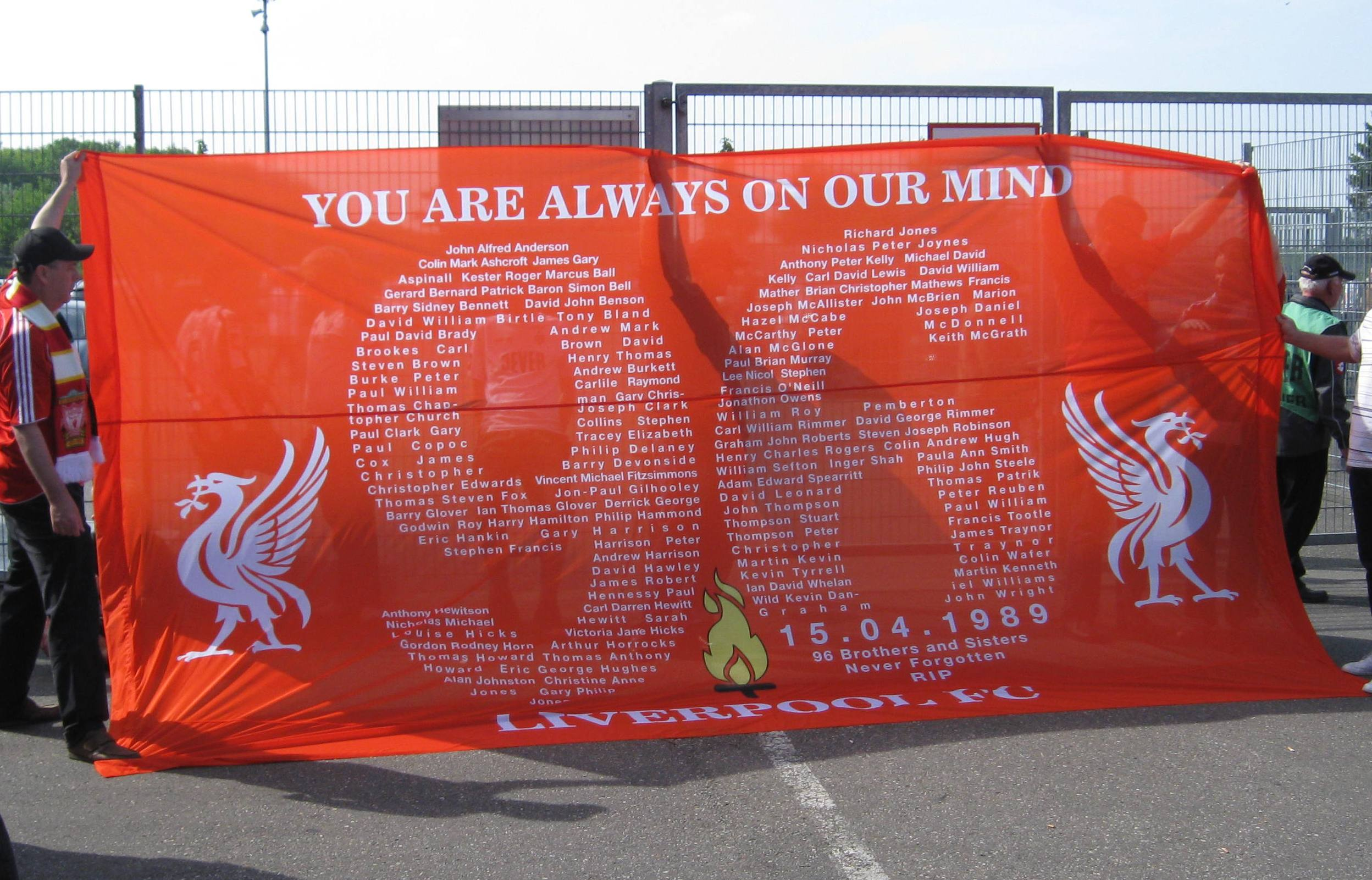
ヒルズボロの悲劇を伝える横断幕

1970年代から1980年代にはイングランドサッカー界でフーリガン熱が高まりを見せ、両クラブの間で大小様々なフーリガン同士の諍いが起こった。それ以降の現代の試合においては、両クラブのサポーターによる暴力行為は減少し、事件はめったに起こらなくなった。それはスタジアム内の警官の増員や、両クラブのサポーター同士を隔てておく緩衝帯などの大がかりな措置のおかげであるとされるが、今でも両サポーターは互いに憎悪の感情を持っている。身体的な暴力はもちろんのこと、両サポーターはしばしばヘイゼルの悲劇やヒルズボロの悲劇などを題材にした好ましくないチャントで相手を嘲る。1996年のFAカップ決勝では、優勝したマンチェスター・Uの選手たちが貴賓席から優勝トロフィーに向かって歩いている際に、正体不明のリヴァプールFCサポーターがマンチェスター・Uのエリック・カントナを叩き、アレックス・ファーガソン監督にパンチを食らわせた。2006年のFAカップ5回戦で両クラブが対戦した際には、試合中に足を骨折して救急車で病院に運ばれていたアラン・スミスがリヴァプールFCファンに襲撃された。また、この試合ではマンチェスター・Uのサポーターが下層階のリヴァプールFCのサポーター席に向かって糞尿などの異物を投げ込んでいる。リヴァプールFCがチェルシーFCと対戦した同大会準決勝はマンチェスター・Uの本拠地であるオールド・トラッフォードで行われたが、この試合ではシリアルキラーのハロルド・シップマンの落書きなどが投げ込まれた。1990年代後半にリヴァプールFCのサポーターが敵将ファーガソン監督に向かって卵を投げ込んだことから、アンフィールドではアウェーチームの入場口に近づくことが禁止されている。2011年3月にはアンフィールドでFAユースカップの試合が行われたが、この試合はマンチェスター・Uサポーターが発端となったヒルズボロの悲劇やヘイゼルの悲劇などの悪意のあるチャントで台無しにされたとデイリー・メール紙は報じた。さらにこの記事では、6人のマンチェスター・Uサポーターが品性を欠く振る舞いでスタジアムから放り出されたとも伝えた。かつてリヴァプールFCでプレーしたFWジョン・オルドリッジはこの試合を観戦しており、「罵りの度合いは本当にうんざりするほどであった」とリヴァプール・エコー紙に語った。2011年1月、マンチェスター・イブニング・ニュース紙は、オールド・トラッフォードで行われたFAカップ3回戦（リヴァプールFCが勝利）後におけるMIB（マンチェスター・Uのフーリガン集団）とザ・ウーチンズ（リヴァプールFCのフーリガン集団）の小競り合いを報じた。この事件では何人かのリヴァプールFCサポーターが負傷し、20人から30人が逮捕された。

### 移籍

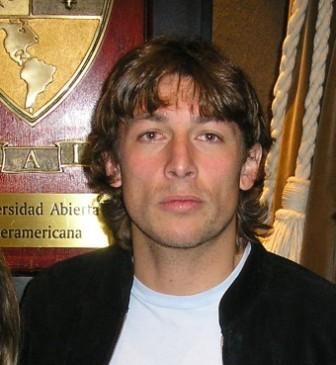
2007年に移籍を巡って問題となったエインセ

第二次世界大戦前にはトム・チャールトン(Tom Chorlton)、ジャッキー・シェルドン(Jackie Sheldon)、トム・ミラー(Tom Miller)などが、第二次大戦後にはトマス・マクナルティ(Thomas McNulty)が両クラブ間を直接移籍した。1964年にフィル・チスナル(Phil Chisnall)がマンチェスター・UからリヴァプールFCに移籍してからクラブ間のライバル意識が激しくなり、その後は半世紀近くも両クラブ間の移籍は行われていないが、何人かの選手は両方のクラブでのプレーを経験している。ポール・インスはインテルを間に挟み、ピーター・ベアズリー(Peter Beardsley)はバンクーバー・ホワイトキャップスとニューカッスル・ユナイテッドFCを間に挟み、マイケル・オーウェンはレアル・マドリードとニューカッスル・Uを間に挟んで両クラブに在籍した。2007年にはアルゼンチン代表のガブリエル・エインセがリヴァプールFCに移籍する可能性があった。リヴァプールFCはマンチェスター・Uが定めた移籍金680万ポンドを準備していたが、マンチェスター・Uは優勝を争っているライバルにエインセが移籍することを認めず、移籍するならばイングランド国外のクラブのみであるとエインセに伝えた。エインセは契約に反するとしてプレミアリーグの仲裁委員会に訴えたが、仲裁委員会はエインセの主張を却下した。エインセが移籍願望を公言したことはマンチェスター・Uのファンには究極の背信行為に映り、かつて彼に敬意を表したチャントを歌った彼らはエインセに背を向けた。エインセは結局スペインのレアル・マドリードに売られて移籍した。
| 年         | 名前                   | 移籍元            | 移籍先            | 移籍金       |
| ---------- | ---------------------- | ----------------- | ----------------- | ------------ |
| 1912年8月  | トム・チャールトン     | リヴァプールFC    | マンチェスター・U |              |
| 1913年11月 | ジャッキー・シェルドン | マンチェスター・U | リヴァプールFC    |              |
| 1920年9月  | トム・ミラー           | リヴァプールFC    | マンチェスター・U | 2,000ポンド  |
| 1921年5月  | フレッド・ホプキン     | マンチェスター・U | リヴァプールFC    |              |
| 1929年2月  | トマス・リード         | リヴァプールFC    | マンチェスター・U |              |
| 1938年1月  | テッド・サヴェージ     | リヴァプールFC    | マンチェスター・U |              |
| 1938年11月 | アレンビー・シルトン   | リヴァプールFC    | マンチェスター・U |              |
| 1954年2月  | トマス・マクナルティ   | マンチェスター・U | リヴァプールFC    | 7,000ポンド  |
| 1964年4月  | フィル・チスナル       | マンチェスター・U | リヴァプールFC    | 25,000ポンド |

### 重要な試合

ダービー史上最多の41試合に出場しているギグス

1910年2月19日、オールド・トラッフォードのこけら落としとしてダービーが行われ、74分までにマンチェスター・Uが3-1とリードしたが、そこからリヴァプールFCが立て続けに3点を奪って逆転し、ホームチームの晴れ舞台に泥を塗った。1977年にはFAカップ決勝で両者が激突したが、カップ戦の決勝で対戦するのは初めての出来事だった。試合は5月21日に旧ウェンブリー・スタジアムで行われ、すでにリーグタイトルを手にしていたリヴァプールFCは4日後のUEFAチャンピオンズカップ決勝と合わせてのトレブル（3冠）に挑戦した。マンチェスター・Uがスチュワート・ピアソン(Stuart Pearson)の得点で先制し、リヴァプールFCがジミー・ケイス(Jimmy Case)の得点で追いついたが、マンチェスター・Uのジミー・グリーンホフ(Jimmy Greenhoff)が決勝点を決め、2-1で勝利してリヴァプールFCのトレブルの夢を打ち破った。6年後の1983年3月26日、両者はフットボールリーグカップ決勝で対戦した。リヴァプールFCはアラン・ケネディ(Alan Kennedy)とロニー・ヒーラン(Ronnie Whelan)が得点したが、マンチェスター・Uはノーマン・ホワイトサイドの1点に終わり、リヴァプールFCが2-1で勝利して同大会3連覇を果たした。リヴァプールFCのボブ・ペイズリー監督は9シーズンの長期政権を築き、在任中にリーグ優勝6度、UEFAチャンピオンズカップ優勝3度など国内外で数々のタイトルを獲得したが、この1982-83シーズンがラストシーズンとなった。
1987-88シーズンのリヴァプールFCは2位に勝ち点11差を付け、リーグ戦終了まで1ヶ月近くも残してリーグ優勝をほぼ確定させてマンチェスター・U戦に臨んだ。マンチェスター・Uはアレックス・ファーガソン監督がシーズン開幕から指揮を執った初のシーズンであった。4月4日にアンフィールドで行われた試合は、リヴァプールFCがベアズリー、ガリー・ギレスピー(Gary Gillespie)、スティーヴ・マクラーレンの得点で3-1と2点のリードを築き、退場者を出したマンチェスター・Uは厳しい立場に置かれたが、後半にはマンチェスター・Uのブライアン・ロブソンがこの試合2得点目を決めて流れを引き戻し、残り12分にゴードン・ストラカンが同点ゴールを決めて3-3の引き分けに持ち込んだ。1994年にアンフィールドで行われた対戦も3-3であったが、今度はリヴァプールFCが敗北の窮地から追いついた。プレミアリーグ開始後2シーズン目の1993-94シーズン、1994年1月4日にアンフィールドで行われた対戦は25分までにスティーヴ・ブルース、ライアン・ギグス、デニス・アーウィンが得点してマンチェスター・Uが3-0とリードしたが、リヴァプールFCはナイジェル・クラフ(Nigel Clough)（2得点）とナイル・ルドック(Neil Ruddock)が得点して勝ち点1を手にした。1月末に解任されたグレアム・スーネス監督にとっては最後の奮闘であった。1995年10月1日、マンチェスター・Uのエリック・カントナはクリスタル・パレスFC戦での観客暴行による8ヶ月の出場停止処分が解け、オールド・トラッフォードで行われたリヴァプールFC戦で復帰を果たした。マンチェスター・Uはニッキー・バットの得点で早々に先制したが、リヴァプールFCのロビー・ファウラーひとりに2得点を決められ、アウェーチームが2-1でリードした。しかし、マンチェスター・Uは71分にPKを獲得し、カントナが決めて2-2の引き分けに持ち込んだ。シーズン終盤、旧ウェンブリー・スタジアムで行われたFAカップ決勝で両者は再び顔を合わせた。試合はスコアレスのまま85分が過ぎたが、カントナの決勝点でマンチェスター・Uが大会3連覇を果たした。1998-99シーズンにはマンチェスター・UがUEFAチャンピオンズリーグも含めたトレブル（3冠）に挑んでおり、FAカップ4回戦ではダービーが実現したが、リヴァプールFCが早々に先制点を挙げた。しかし、ドワイト・ヨークが同点ゴールを決め、ロスタイムにオーレ・グンナー・スールシャールが決勝点を決めてマンチェスター・Uが勝利した。先制される展開、スールシャールがロスタイムに決勝点を決める展開などがバイエルン・ミュンヘンと対戦した同シーズンのUEFAチャンピオンズリーグ決勝（バルセロナの奇跡）に似通っている不思議な試合だった。
2009年3月14日にオールド・トラッフォードで両者が対戦した際には、マンチェスター・Uは首位を走っていたが、リヴァプールFCは1990年以来となる優勝に向けた争いに出遅れていた。試合は23分にクリスティアーノ・ロナウドがPKを決めてマンチェスター・Uが先制したが、5分後にリヴァプールFCのフェルナンド・トーレスが同点ゴールを決め、前半終了直前にはスティーヴン・ジェラードがPKを決めてリヴァプールFCが逆転した。76分にはマンチェスター・Uのネマニャ・ビディッチが退場処分を受け、さらに惨めなことに、マンチェスター・Uはファビオ・アウレリオとアンドレア・ドッセーナにもゴールを許して落着きを失った。オールド・トラッフォードで4失点して敗れるのは全大会を通じて17年ぶりのことであったが、マンチェスター・Uは最終的にリーグ3連覇を果たし、リヴァプールFCは2位に終わっている。
2021-22シーズン、10月24日にオールド・トラッフォードで行われた試合では、マンチェスター・Uが前半だけで4失点を喫した。ホームで前半だけで4失点を喫するのはプレミアリーグ開始以来初であった。50分にはモハメド・サラーがハットトリックを達成し、さらに60分には後半から出場したポール・ポグバが退場し、結果0-5というスコアでリヴァプールが圧勝した。マンチェスター・Uがホームで0-5で負けるのは、1955年のマンチェスター・C戦以来55年ぶりとなった。

## ホームスタジアム
| チーム名                       | スタジアム名 （命名権名称） | 収容人員 | 画像 | 備考 |
| ------------------------------ | --------------------------- | -------- | ---- | ---- |
| マンチェスター・ユナイテッドFC | オールド・トラッフォード    | 76,212人 |      |      |
| リヴァプールFC                 | アンフィールド              | 53,394人 |      |      |

## 記録

### 統計
2013年12月10日時点
|              | ユナイテッド勝利 | 引き分け | リヴァプール勝利 |
| ------------ | ---------------- | -------- | ---------------- |
| 国内リーグ   | 64               | 44       | 55               |
| FAカップ     | 9                | 4        | 5                |
| リーグカップ | 2                | 0        | 3                |
| その他       | 1                | 3        | 2                |
| 通算         | 75               | 51       | 65               |

### 試合一覧
| シーズン | 日付           | 大会           | スタジアム               | スコア | 観客数 |
| -------- | -------------- | -------------- | ------------------------ | ------ | ------ |
| 2016-17  | 2017年1月15日  | プレミアリーグ | オールド・トラッフォード | 1–1    | 75,276 |
| 2016-17  | 2016年10月17日 | プレミアリーグ | アンフィールド           | 0–0    | 52,769 |
| 2015-16  | 2016年1月17日  | プレミアリーグ | アンフィールド           | 0–1    | 43,865 |
| 2015-16  | 2015年9月12日  | プレミアリーグ | オールド・トラッフォード | 3–1    | 75,347 |
| 2014-15  | 2015年3月22日  | プレミアリーグ | アンフィールド           | 1–2    | 44,405 |
| 2014-15  | 2014年12月14日 | プレミアリーグ | オールド・トラッフォード | 3–0    | 75,331 |
| 2013-14  | 2014年3月16日  | プレミアリーグ | オールド・トラッフォード | 0–3    | 75,225 |
| 2013-14  | 2013年9月1日   | プレミアリーグ | アンフィールド           | 1–0    | 44,411 |
| 2012-13  | 2013年1月13日  | プレミアリーグ | オールド・トラッフォード | 2–1    | 75,501 |
| 2012-13  | 2012年9月23日  | プレミアリーグ | アンフィールド           | 1–2    | 44,263 |
| 2011-12  | 2012年2月11日  | プレミアリーグ | オールド・トラッフォード | 2–1    | 74,844 |
| 2011-12  | 2011年10月15日 | プレミアリーグ | アンフィールド           | 1–1    | 45,065 |
| 2010–11  | 2011年3月6日   | プレミアリーグ | アンフィールド           | 3–1    | 44,753 |
| 2010–11  | 2010年9月19日  | プレミアリーグ | オールド・トラッフォード | 3–2    | 75,213 |
| 2009–10  | 2010年3月21日  | プレミアリーグ | オールド・トラッフォード | 2–1    | 75,216 |
| 2009–10  | 2009年10月25日 | プレミアリーグ | アンフィールド           | 2–0    | 44,188 |
| 2008–09  | 2009年3月14日  | プレミアリーグ | オールド・トラッフォード | 1–4    | 75,569 |
| 2008–09  | 2008年9月13日  | プレミアリーグ | アンフィールド           | 2–1    | 44,195 |
| 2007–08  | 2008年3月23日  | プレミアリーグ | オールド・トラッフォード | 3–0    | 76,000 |
| 2007–08  | 2007年12月16日 | プレミアリーグ | アンフィールド           | 0–1    | 44,459 |
| 2006–07  | 2007年3月3日   | プレミアリーグ | アンフィールド           | 0–1    | 44,403 |
| 2006–07  | 2006年10月22日 | プレミアリーグ | オールド・トラッフォード | 2–0    | 75,828 |
| 2005–06  | 2006年1月22日  | プレミアリーグ | オールド・トラッフォード | 1–0    | 67,874 |
| 2005–06  | 2005年9月18日  | プレミアリーグ | アンフィールド           | 0–0    | 44,917 |
| 2004–05  | 2005年1月15日  | プレミアリーグ | アンフィールド           | 0–1    | 44,183 |
| 2004–05  | 2004年9月20日  | プレミアリーグ | オールド・トラッフォード | 2–1    | 67,857 |
| 2003–04  | 2004年4月24日  | プレミアリーグ | オールド・トラッフォード | 0–1    | 67,647 |
| 2003–04  | 2003年11月9日  | プレミアリーグ | アンフィールド           | 1–2    | 44,159 |
| 2002–03  | 2003年4月5日   | プレミアリーグ | オールド・トラッフォード | 4–0    | 67,639 |
| 2002–03  | 2002年12月1日  | プレミアリーグ | アンフィールド           | 1–2    | 44,250 |
| 2001–02  | 2002年1月22日  | プレミアリーグ | オールド・トラッフォード | 0–1    | 67,599 |
| 2001–02  | 2001年11月4日  | プレミアリーグ | アンフィールド           | 3–1    | 44,361 |
| 2000–01  | 2001年3月31日  | プレミアリーグ | アンフィールド           | 2–0    | 44,806 |
| 2000–01  | 2000年12月17日 | プレミアリーグ | オールド・トラッフォード | 0–1    | 67,533 |

| 日時           | 場所           | スコア | 大会            |
| -------------- | -------------- | ------ | --------------- |
| 1895年10月12日 | アンフィールド | 7–1    | ディヴィジョン2 |
| 1905年4月22日  | アンフィールド | 4–0    | ディヴィジョン2 |
| 1907年4月1日   | アンフィールド | 0–1    | ディヴィジョン1 |
| 1908年3月25日  | アンフィールド | 7–4    | ディヴィジョン1 |
| 1909年1月30日  | アンフィールド | 3–1    | ディヴィジョン1 |
| 1909年10月9日  | アンフィールド | 3–2    | ディヴィジョン1 |
| 1910年11月26日 | アンフィールド | 3–2    | ディヴィジョン1 |
| 1911年11月11日 | アンフィールド | 3–2    | ディヴィジョン1 |
| 1913年3月29日  | アンフィールド | 0–2    | ディヴィジョン1 |
| 1914年4月15日  | アンフィールド | 1–2    | ディヴィジョン1 |
| 1914年12月26日 | アンフィールド | 1–1    | ディヴィジョン1 |
| 1920年1月1日   | アンフィールド | 0–0    | ディヴィジョン1 |
| 1921年2月9日   | アンフィールド | 2–0    | ディヴィジョン1 |
| 1921年12月17日 | アンフィールド | 2–1    | ディヴィジョン1 |
| 1925年9月19日  | アンフィールド | 5–0    | ディヴィジョン1 |
| 1926年8月28日  | アンフィールド | 4–2    | ディヴィジョン1 |
| 1927年12月24日 | アンフィールド | 2–0    | ディヴィジョン1 |
| 1929年2月13日  | アンフィールド | 2–3    | ディヴィジョン1 |
| 1930年1月25日  | アンフィールド | 1–0    | ディヴィジョン1 |
| 1931年4月3日   | アンフィールド | 1–1    | ディヴィジョン1 |
| 1937年3月27日  | アンフィールド | 2–0    | ディヴィジョン1 |
| 1938年9月7日   | アンフィールド | 1–0    | ディヴィジョン1 |
| 1947年5月3日   | アンフィールド | 1–0    | ディヴィジョン1 |
| 1947年9月3日   | アンフィールド | 2–2    | ディヴィジョン1 |
| 1948年12月27日 | アンフィールド | 0–2    | ディヴィジョン1 |
| 1949年9月7日   | アンフィールド | 1–1    | ディヴィジョン1 |
| 1950年8月23日  | アンフィールド | 2–1    | ディヴィジョン1 |
| 1951年11月24日 | アンフィールド | 0–0    | ディヴィジョン1 |
| 1952年12月13日 | アンフィールド | 1–2    | ディヴィジョン1 |
| 1953年8月22日  | アンフィールド | 4–4    | ディヴィジョン1 |
| 1963年4月13日  | アンフィールド | 1–0    | ディヴィジョン1 |
| 1964年4月13日  | アンフィールド | 3–0    | ディヴィジョン1 |
| 1964年10月31日 | アンフィールド | 0–2    | ディヴィジョン1 |
| 1966年1月1日   | アンフィールド | 2–1    | ディヴィジョン1 |
| 1967年3月25日  | アンフィールド | 0–0    | ディヴィジョン1 |
| 1967年11月11日 | アンフィールド | 1–2    | ディヴィジョン1 |
| 1968年10月12日 | アンフィールド | 2–0    | ディヴィジョン1 |
| 1969年12月13日 | アンフィールド | 1–4    | ディヴィジョン1 |
| 1970年9月5日   | アンフィールド | 1–1    | ディヴィジョン1 |
| 1971年9月25日  | アンフィールド | 2–2    | ディヴィジョン1 |
| 1972年8月15日  | アンフィールド | 2–0    | ディヴィジョン1 |
| 1973年12月22日 | アンフィールド | 2–0    | ディヴィジョン1 |
| 1975年11月18日 | アンフィールド | 3–1    | ディヴィジョン1 |
| 1977年5月3日   | アンフィールド | 1–0    | ディヴィジョン1 |
| 1978年2月25日  | アンフィールド | 3–1    | ディヴィジョン1 |
| 1979年4月14日  | アンフィールド | 2–0    | ディヴィジョン1 |
| 1979年12月26日 | アンフィールド | 2–0    | ディヴィジョン1 |
| 1981年4月14日  | アンフィールド | 0–1    | ディヴィジョン1 |
| 1981年10月24日 | アンフィールド | 1–2    | ディヴィジョン1 |
| 1982年10月16日 | アンフィールド | 0–0    | ディヴィジョン1 |
| 1984年1月2日   | アンフィールド | 1–1    | ディヴィジョン1 |
| 1985年3月31日  | アンフィールド | 0–1    | ディヴィジョン1 |
| 1986年2月9日   | アンフィールド | 1–1    | ディヴィジョン1 |
| 1986年12月26日 | アンフィールド | 0–1    | ディヴィジョン1 |
| 1988年4月4日   | アンフィールド | 3–3    | ディヴィジョン1 |
| 1988年9月3日   | アンフィールド | 1–0    | ディヴィジョン1 |
| 1989年12月23日 | アンフィールド | 0–0    | ディヴィジョン1 |
| 1990年9月16日  | アンフィールド | 4–0    | ディヴィジョン1 |
| 1992年4月26日  | アンフィールド | 2–0    | ディヴィジョン1 |
| 1993年3月6日   | アンフィールド | 1–2    | プレミアリーグ  |
| 1994年1月4日   | アンフィールド | 3–3    | プレミアリーグ  |
| 1995年3月19日  | アンフィールド | 2–0    | プレミアリーグ  |
| 1995年12月17日 | アンフィールド | 2–0    | プレミアリーグ  |
| 1997年4月19日  | アンフィールド | 1–3    | プレミアリーグ  |
| 1997年12月6日  | アンフィールド | 1–3    | プレミアリーグ  |
| 1999年5月5日   | アンフィールド | 2–2    | プレミアリーグ  |
| 1999年9月11日  | アンフィールド | 2–3    | プレミアリーグ  |
| 2001年3月31日  | アンフィールド | 2–0    | プレミアリーグ  |
| 2001年11月4日  | アンフィールド | 3–1    | プレミアリーグ  |
| 2002年12月1日  | アンフィールド | 1–2    | プレミアリーグ  |
| 2003年11月9日  | アンフィールド | 1–2    | プレミアリーグ  |
| 2005年1月15日  | アンフィールド | 0–1    | プレミアリーグ  |
| 2005年9月18日  | アンフィールド | 0–0    | プレミアリーグ  |
| 2007年3月3日   | アンフィールド | 0–1    | プレミアリーグ  |
| 2007年12月16日 | アンフィールド | 0–1    | プレミアリーグ  |
| 2008年9月13日  | アンフィールド | 2–1    | プレミアリーグ  |
| 2009年10月25日 | アンフィールド | 2–0    | プレミアリーグ  |
| 2011年3月6日   | アンフィールド | 3–1    | プレミアリーグ  |
| 2011年10月15日 | アンフィールド | 1–1    | プレミアリーグ  |
| 2012年9月23日  | アンフィールド | 1–2    | プレミアリーグ  |
| 2013年9月1日   | アンフィールド | 1–0    | プレミアリーグ  |

| リヴァプール勝利 | ユナイテッド勝利 | 引き分け |
| ---------------- | ---------------- | -------- |
| 39               | 22               | 20       |

| 日時           | 場所                     | スコア | 大会            |
| -------------- | ------------------------ | ------ | --------------- |
| 1895年11月2日  | バンク・ストリート       | 5–2    | ディヴィジョン2 |
| 1904年12月24日 | バンク・ストリート       | 3–1    | ディヴィジョン2 |
| 1906年12月25日 | バンク・ストリート       | 0–0    | ディヴィジョン1 |
| 1907年9月7日   | バンク・ストリート       | 4–0    | ディヴィジョン1 |
| 1908年9月26日  | バンク・ストリート       | 3–2    | ディヴィジョン1 |
| 1910年2月19日  | オールド・トラッフォード | 3–4    | ディヴィジョン1 |
| 1911年4月1日   | オールド・トラッフォード | 2–0    | ディヴィジョン1 |
| 1912年3月23日  | オールド・トラッフォード | 1–1    | ディヴィジョン1 |
| 1912年11月23日 | オールド・トラッフォード | 3–1    | ディヴィジョン1 |
| 1913年11月1日  | オールド・トラッフォード | 3–0    | ディヴィジョン1 |
| 1915年4月2日   | オールド・トラッフォード | 2–0    | ディヴィジョン1 |
| 1919年12月26日 | オールド・トラッフォード | 0–0    | ディヴィジョン1 |
| 1921年2月5日   | オールド・トラッフォード | 1–1    | ディヴィジョン1 |
| 1921年12月24日 | オールド・トラッフォード | 0–0    | ディヴィジョン1 |
| 1926年3月10日  | オールド・トラッフォード | 3–3    | ディヴィジョン1 |
| 1927年1月15日  | オールド・トラッフォード | 0–1    | ディヴィジョン1 |
| 1928年5月5日   | オールド・トラッフォード | 6–1    | ディヴィジョン1 |
| 1928年9月15日  | オールド・トラッフォード | 2–2    | ディヴィジョン1 |
| 1929年9月21日  | オールド・トラッフォード | 1–2    | ディヴィジョン1 |
| 1931年4月6日   | オールド・トラッフォード | 4–1    | ディヴィジョン1 |
| 1936年11月21日 | オールド・トラッフォード | 2–5    | ディヴィジョン1 |
| 1939年5月6日   | オールド・トラッフォード | 2–0    | ディヴィジョン1 |
| 1946年9月11日  | メイン・ロード           | 5–0    | ディヴィジョン1 |
| 1947年8月27日  | メイン・ロード           | 2–0    | ディヴィジョン1 |
| 1948年12月25日 | オールド・トラッフォード | 0–0    | ディヴィジョン1 |
| 1950年3月15日  | オールド・トラッフォード | 0–0    | ディヴィジョン1 |
| 1950年8月30日  | オールド・トラッフォード | 1–0    | ディヴィジョン1 |
| 1952年4月12日  | オールド・トラッフォード | 4–0    | ディヴィジョン1 |
| 1953年4月20日  | オールド・トラッフォード | 3–1    | ディヴィジョン1 |
| 1953年12月19日 | オールド・トラッフォード | 5–1    | ディヴィジョン1 |
| 1962年11月10日 | オールド・トラッフォード | 3–3    | ディヴィジョン1 |
| 1963年11月23日 | オールド・トラッフォード | 0–1    | ディヴィジョン1 |
| 1965年4月24日  | オールド・トラッフォード | 3–0    | ディヴィジョン1 |
| 1965年10月9日  | オールド・トラッフォード | 2–0    | ディヴィジョン1 |
| 1966年12月10日 | オールド・トラッフォード | 2–2    | ディヴィジョン1 |
| 1968年4月6日   | オールド・トラッフォード | 1–2    | ディヴィジョン1 |
| 1968年12月14日 | オールド・トラッフォード | 1–0    | ディヴィジョン1 |
| 1969年9月13日  | オールド・トラッフォード | 1–0    | ディヴィジョン1 |
| 1971年4月19日  | オールド・トラッフォード | 0–2    | ディヴィジョン1 |
| 1972年4月3日   | オールド・トラッフォード | 0–3    | ディヴィジョン1 |
| 1972年11月11日 | オールド・トラッフォード | 2–0    | ディヴィジョン1 |
| 1973年9月29日  | オールド・トラッフォード | 0–0    | ディヴィジョン1 |
| 1976年2月18日  | オールド・トラッフォード | 0–0    | ディヴィジョン1 |
| 1977年2月16日  | オールド・トラッフォード | 0–0    | ディヴィジョン1 |
| 1977年10月1日  | オールド・トラッフォード | 2–0    | ディヴィジョン1 |
| 1978年12月26日 | オールド・トラッフォード | 0–3    | ディヴィジョン1 |
| 1980年4月5日   | オールド・トラッフォード | 2–1    | ディヴィジョン1 |
| 1980年12月26日 | オールド・トラッフォード | 0–0    | ディヴィジョン1 |
| 1982年4月7日   | オールド・トラッフォード | 0–1    | ディヴィジョン1 |
| 1983年2月26日  | オールド・トラッフォード | 1–1    | ディヴィジョン1 |
| 1983年9月24日  | オールド・トラッフォード | 1–0    | ディヴィジョン1 |
| 1984年9月22日  | オールド・トラッフォード | 1–1    | ディヴィジョン1 |
| 1985年10月19日 | オールド・トラッフォード | 1–1    | ディヴィジョン1 |
| 1987年4月20日  | オールド・トラッフォード | 1–0    | ディヴィジョン1 |
| 1987年11月15日 | オールド・トラッフォード | 1–1    | ディヴィジョン1 |
| 1989年1月1日   | オールド・トラッフォード | 3–1    | ディヴィジョン1 |
| 1990年3月18日  | オールド・トラッフォード | 1–2    | ディヴィジョン1 |
| 1991年2月3日   | オールド・トラッフォード | 1–1    | ディヴィジョン1 |
| 1991年10月6日  | オールド・トラッフォード | 0–0    | ディヴィジョン1 |
| 1992年10月18日 | オールド・トラッフォード | 2–2    | プレミアリーグ  |
| 1994年3月30日  | オールド・トラッフォード | 1–0    | プレミアリーグ  |
| 1994年9月17日  | オールド・トラッフォード | 2–0    | プレミアリーグ  |
| 1995年10月1日  | オールド・トラッフォード | 2–2    | プレミアリーグ  |
| 1996年10月12日 | オールド・トラッフォード | 1–0    | プレミアリーグ  |
| 1998年4月10日  | オールド・トラッフォード | 1–1    | プレミアリーグ  |
| 1998年9月24日  | オールド・トラッフォード | 2–0    | プレミアリーグ  |
| 2000年3月4日   | オールド・トラッフォード | 1–1    | プレミアリーグ  |
| 2000年12月17日 | オールド・トラッフォード | 0–1    | プレミアリーグ  |
| 2002年1月22日  | オールド・トラッフォード | 0–1    | プレミアリーグ  |
| 2003年4月5日   | オールド・トラッフォード | 4–0    | プレミアリーグ  |
| 2004年4月24日  | オールド・トラッフォード | 0–1    | プレミアリーグ  |
| 2004年9月20日  | オールド・トラッフォード | 2–1    | プレミアリーグ  |
| 2006年1月22日  | オールド・トラッフォード | 1–0    | プレミアリーグ  |
| 2006年10月22日 | オールド・トラッフォード | 2–0    | プレミアリーグ  |
| 2008年3月23日  | オールド・トラッフォード | 3–0    | プレミアリーグ  |
| 2009年3月14日  | オールド・トラッフォード | 1–4    | プレミアリーグ  |
| 2010年3月21日  | オールド・トラッフォード | 2–1    | プレミアリーグ  |
| 2010年9月19日  | オールド・トラッフォード | 3–2    | プレミアリーグ  |
| 2012年2月11日  | オールド・トラッフォード | 2-1    | プレミアリーグ  |
| 2013年1月13日  | オールド・トラッフォード | 2-1    | プレミアリーグ  |
| 2014年3月16日  | オールド・トラッフォード | 0-3    | プレミアリーグ  |

| ユナイテッド勝利 | リヴァプール勝利 | 引き分け |
| ---------------- | ---------------- | -------- |
| 40               | 16               | 25       |

#### カップ戦
| シーズン | 日時           | 大会                                    | 場所                       | スコア         |
| -------- | -------------- | --------------------------------------- | -------------------------- | -------------- |
|          | 1894年4月28日  | 1983-94 フットボールリーグ テストマッチ | イーウッド・パーク         | 2 – 0          |
|          | 1898年2月12日  | 1897–98 FAカップ2回戦                   | バンク・ストリート         | 0 – 0          |
|          | 1898年2月16日  | 1897–98 FAカップ2回戦                   | アンフィールド             | 2 – 1          |
|          | 1903年2月7日   | 1902–03 FAカップ1回戦                   | バンク・ストリート         | 2 – 1          |
|          | 1921年1月8日   | 1920–21 FAカップ1回戦                   | アンフィールド             | 1 – 1          |
|          | 1921年1月12日  | 1920–21 FAカップ1回戦 再試合            | オールド・トラッフォード   | 1 – 2          |
|          | 1948年1月24日  | 1947–48 FAカップ4回戦                   | グディソン・パーク         | 3 – 0          |
|          | 1960年1月30日  | 1959–60 FAカップ4回戦                   | アンフィールド             | 1 – 3          |
|          | 1965年8月14日  | 1965 FAチャリティ・シールド             | オールド・トラッフォード   | 2 – 2          |
|          | 1977年5月21日  | 1976-77 FAカップ決勝                    | 旧ウェンブリー・スタジアム | 2 – 1          |
|          | 1977年8月13日  | 1977 FAチャリティ・シールド             | 旧ウェンブリー・スタジアム | 0 – 0          |
|          | 1979年3月31日  | 1978–79 FAカップ準決勝                  | メイン・ロード             | 2 – 2 （延長） |
|          | 1979年4月4日   | 1978–79 FAカップ準決勝 再試合           | グディソン・パーク         | 1 – 0          |
|          | 1983年3月26日  | 1983 フットボールリーグカップ決勝       | 旧ウェンブリー・スタジアム | 2 – 1 （延長） |
|          | 1983年8月20日  | 1983 FAチャリティ・シールド             | 旧ウェンブリー・スタジアム | 2 – 0          |
|          | 1985年4月13日  | 1984-85 FAカップ準決勝                  | グディソン・パーク         | 2 – 2 （延長） |
|          | 1985年4月17日  | 1984-85 FAカップ準決勝 再試合           | メイン・ロード             | 2 – 1          |
|          | 1985年11月26日 | 1985–86 フットボールリーグカップ4回戦   | アンフィールド             | 2 – 1          |
|          | 1990年8月18日  | 1990 FAチャリティ・シールド             | 旧ウェンブリー・スタジアム | 1 – 1          |
|          | 1990年10月31日 | 1990–91 フットボールリーグカップ3回戦   | オールド・トラッフォード   | 3 – 1          |
|          | 1996年5月11日  | 1995-96 FAカップ決勝                    | 旧ウェンブリー・スタジアム | 1 – 0          |
|          | 1999年1月24日  | 1998–99 FAカップ4回戦                   | オールド・トラッフォード   | 2 – 1          |
|          | 2001年8月12日  | 2001 FAチャリティ・シールド             | ミレニアム・スタジアム     | 2 – 1          |
| 2002-03  | 2003年3月2日   | 2002-03 フットボールリーグカップ決勝    | ミレニアム・スタジアム     | 2 – 0          |
| 2005–06  | 2006年2月18日  | 2005–06 FAカップ5回戦                   | アンフィールド             | 1 – 0          |
| 2010–11  | 2011年1月9日   | 2010–11 FAカップ3回戦                   | オールド・トラッフォード   | 1 – 0          |
| 2011-12  | 2012年1月28日  | 2011-12 FAカップ4回戦                   | アンフィールド             | 2 - 1          |
| 2013-14  | 2013年9月25日  | 2013–14 リーグカップ3回戦               | オールド・トラッフォード   | 1 – 0          |
| 2015-16  | 2016年3月10日  | UEFAヨーロッパリーグ                    | アンフィールド             | 2–0            |
| 2015-16  | 2016年3月17日  | UEFAヨーロッパリーグ                    | オールド・トラッフォード   | 1–1            |